# Milchgebiss

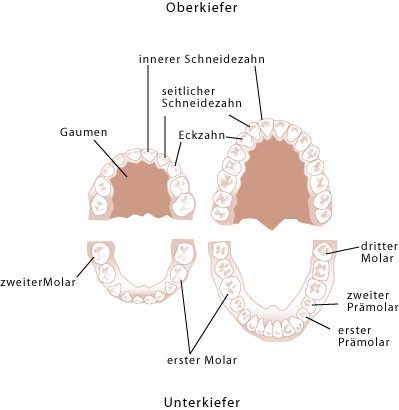
Milchgebiss und Erwachsenengebiss im Vergleich

Der Mensch und viele Säugetiere bilden im Laufe des Lebens zunächst ein Milchgebiss aus (Milchzahn: dens deciduus, von lateinisch dens ‚Zahn‘ und decidere ‚abfallen‘, hier: ‚ausfallen‘, Plural dentes decidui), das beim Heranwachsen durch ein bleibendes Gebiss ersetzt wird.

## Milchgebiss beim Menschen
Das Milchgebiss ist das einzige Organ, das der Körper komplett einmalig erneuert und ersetzt. Für die Entwicklung ist ein temporäres Gebiss wichtig, da im kleinen Kiefer eines Babys oder Kleinkindes nicht viel Platz vorhanden ist. Durch das Kieferwachstum rücken die Milchzähne auseinander und es entsteht ein lückig aussehendes Gebiss. Das Milchgebiss wird nach und nach durch das bleibende Gebiss ersetzt. Dessen Zähne sind größer und breiter, so dass wieder eine homogene, geschlossene Zahnreihe entsteht.
Bei einem Kind besteht das Milchgebiss aus 20 Zähnen, und zwar fünf Zähnen pro Quadrant: dem mittleren und dem seitlichen Schneidezahn, dem Eckzahn sowie dem ersten und zweiten Milchmahlzahn. (Das Gebiss wird in vier Quadranten unterteilt: je ein rechter und ein linker Quadrant, jeweils im Ober- und Unterkiefer.)
Der Name erklärt sich einerseits durch die bläulich-weiße Farbe der Milchzähne (d. h., sie sind milchähnlich gefärbt im Gegensatz zum eher gelblichen bleibenden Gebiss), andererseits durch die in der ersten Lebensphase typische Ernährung mit Muttermilch.

### Zahnen (1. Dentition)
Das Herauswachsen („Durchbrechen“, Dentition) der Zähne ist für das Kind oft schmerzhaft. Es geschieht gewöhnlich in folgender Reihenfolge: Zuerst brechen etwa im 6. bis 8. Lebensmonat die mittleren unteren Schneidezähne durch.
Die Tabelle gibt die durchschnittlichen Durchbruchszeiten der Milchzähne wieder:

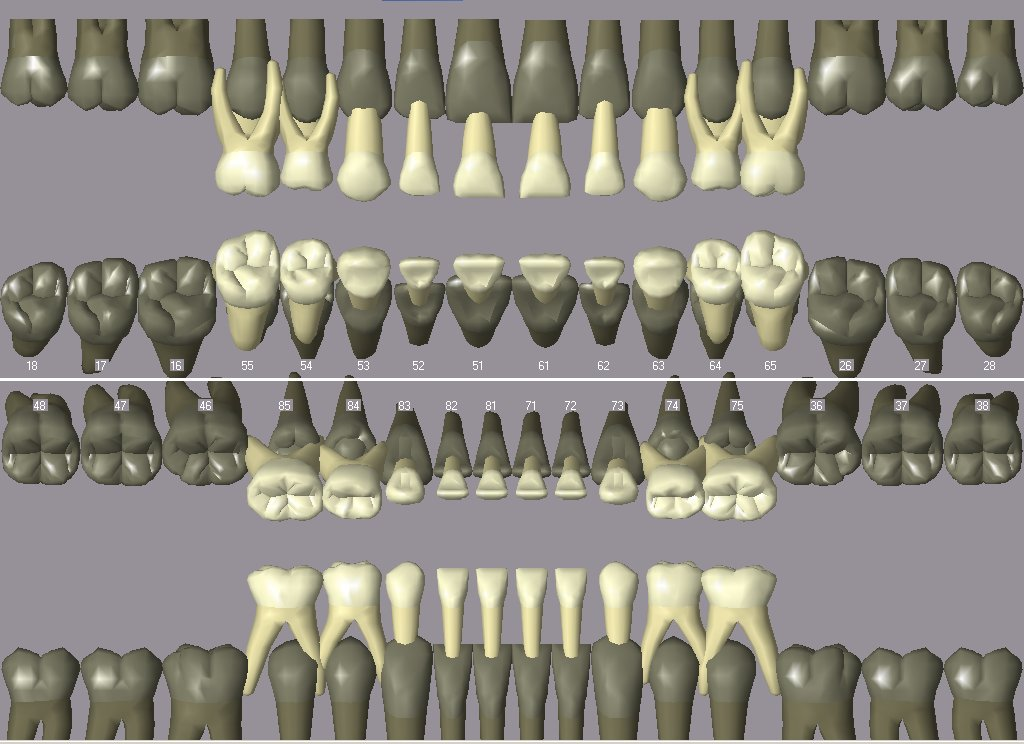
Milchgebiss und Erwachsenengebiss – schematisiert

Zur Zahnbezeichnung siehe: Zahnschema
| Nr. | Milchzahn               | OK-Zähne | UK-Zähne | Lebensmonat |
| --- | ----------------------- | -------- | -------- | ----------- |
| 1.  | Mittlerer Schneidezahn  | 51, 61   | 71, 81   | 06. – 08.   |
| 2.  | Seitlicher Schneidezahn | 52, 62   | 72, 82   | 08. – 12.   |
| 3.  | 1. Milchmolar           | 54, 64   | 74, 84   | 12. – 16.   |
| 4.  | Eckzahn                 | 53, 63   | 73, 83   | 16. – 20.   |
| 5.  | 2. Milchmolar           | 55, 65   | 75, 85   | 20. – 30.   |

OK = Oberkiefer; UK = Unterkiefer

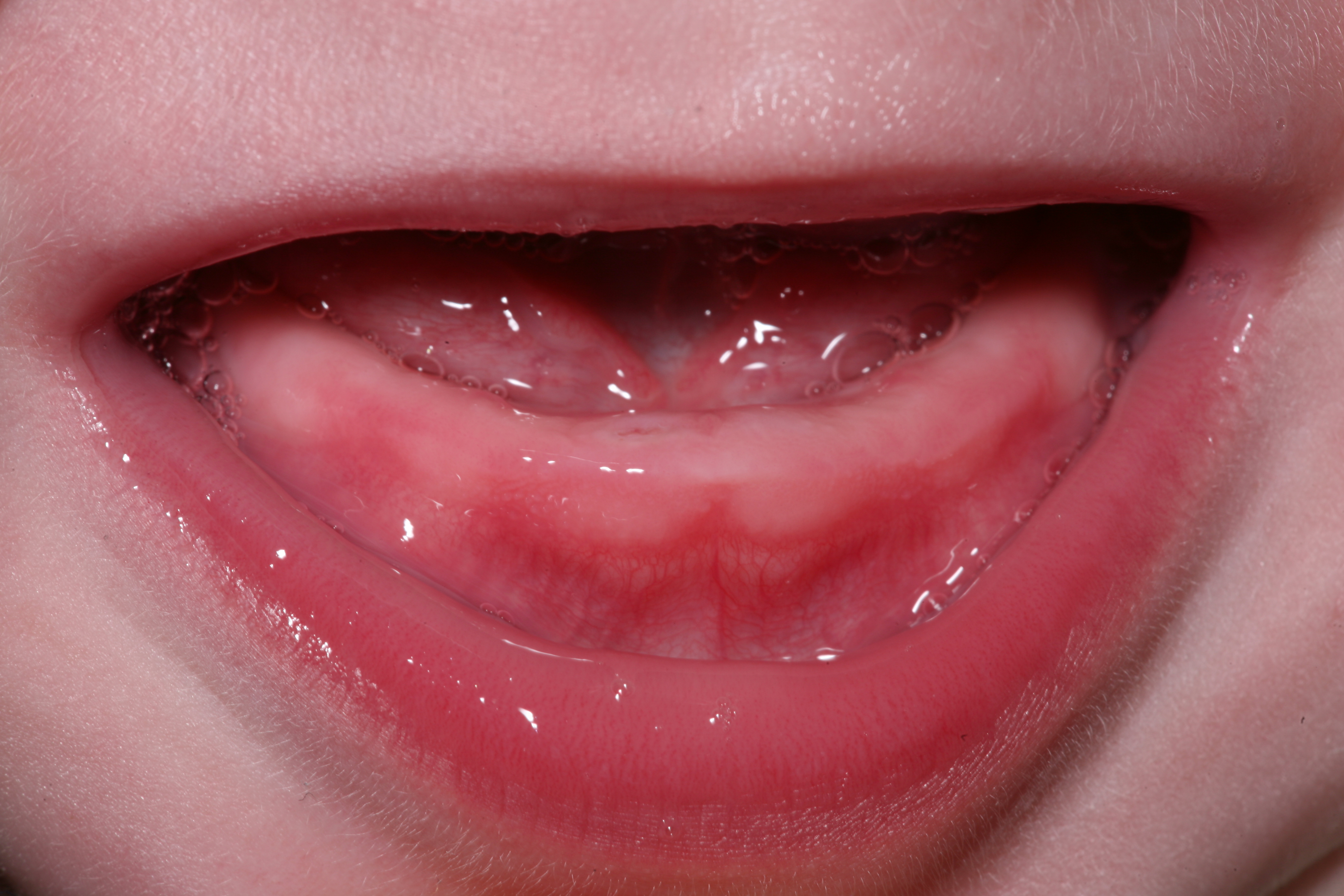
Unterer Schneidezahn vor dem Durchbruch (6,5 Monate altes Baby)

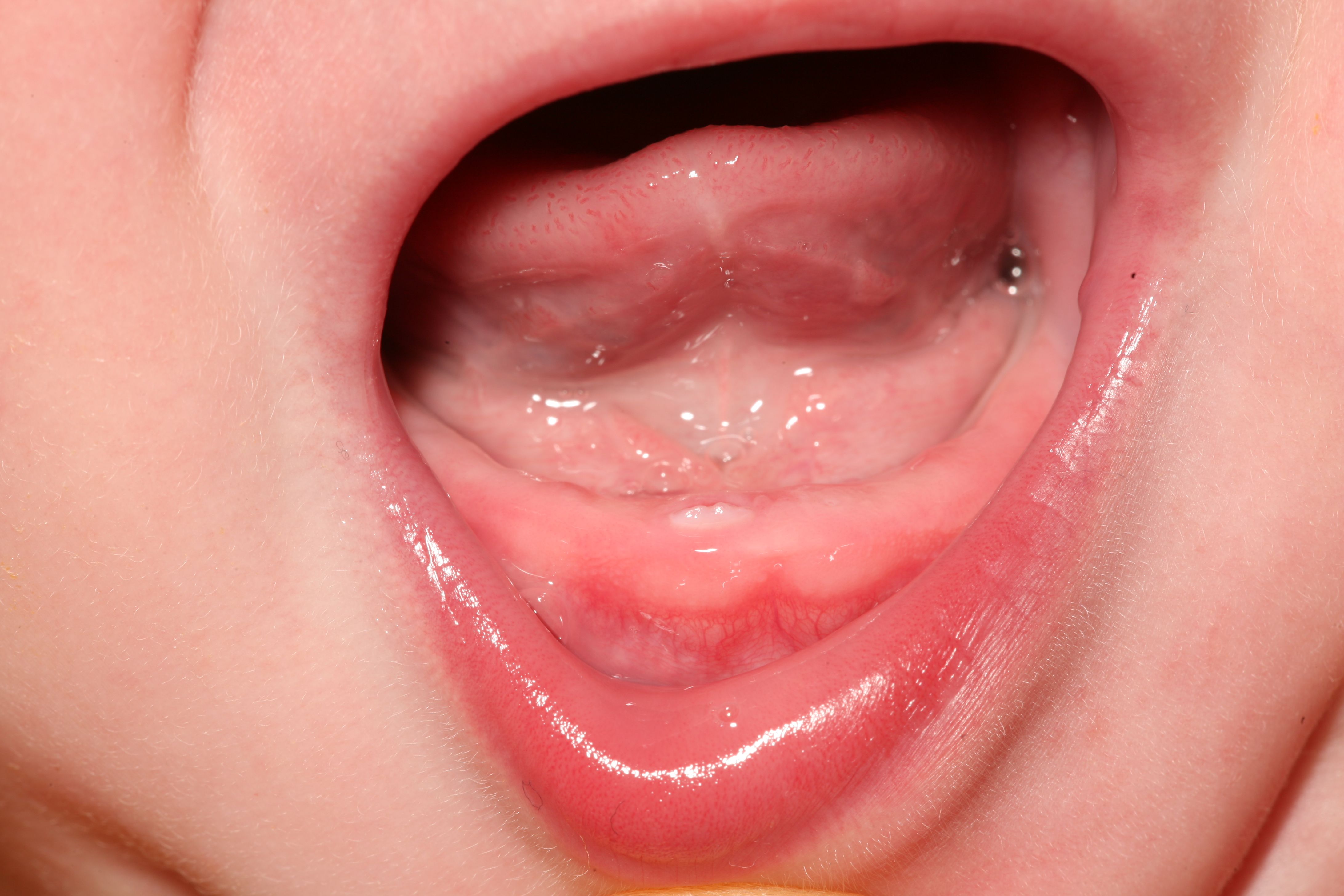
Fünf Tage später ist der Zahn sichtbar

Die oberen Antagonisten (Gegenzähne) brechen normalerweise einige Zeit nach den entsprechenden unteren Zähnen durch.
Der Zeitpunkt des Durchbruchs ist sehr variabel, so kann der erste Schneidezahn schon im vierten Monat, aber auch erst viel später erscheinen. Entsprechend verschiebt sich dann auch der Durchbruch der weiteren Zähne.
Im Durchschnitt sind bis zum 30. Lebensmonat alle Milchzähne durchgebrochen und erreichen bis zum Ende des 3. Lebensjahres die volle Verzahnung, so dass die Zahnkronen in Kontakt zum jeweiligen Gegenzahn stehen. Das Wurzelwachstum ist zu diesem Zeitpunkt aber noch nicht abgeschlossen und dauert weitere 1 bis 2 Jahre. Ab dem 3. Lebensjahr beginnt dann die Nutzungsperiode des Milchgebisses, die bis zum Zahnwechsel dauert.
In sehr seltenen Fällen sind bei Säuglingen schon bei der Geburt Milchzähne durchgebrochen, sogenannte dentes connati (Singular: dens connatus, von lateinisch dens ‚Zahn‘ und connatus ‚angeboren‘, auch in gleicher Bedeutung Dens natalis), im Volksmund auch Hexenzähne genannt. Prominente Beispiele sollen der französische „Sonnenkönig“ Ludwig XIV. und auch Sisi gewesen sein.
Die Milchzähne haben genauso wie die bleibenden Zähne Zahnwurzeln. Die Milchschneide- und Eckzähne haben eine Wurzel, die Milchmolaren haben im Unterkiefer zwei und im Oberkiefer drei Wurzeln. Anomalien sind im Milchgebiss sehr selten. Beim Zahnwechsel mit dem dadurch bedingten normalen Verlust der Milchzähne werden die Milchzahnwurzeln durch die nachdrängenden bleibenden Zähne resorbiert (aufgelöst); die Milchzähne scheinen keine Wurzeln (gehabt) zu haben.

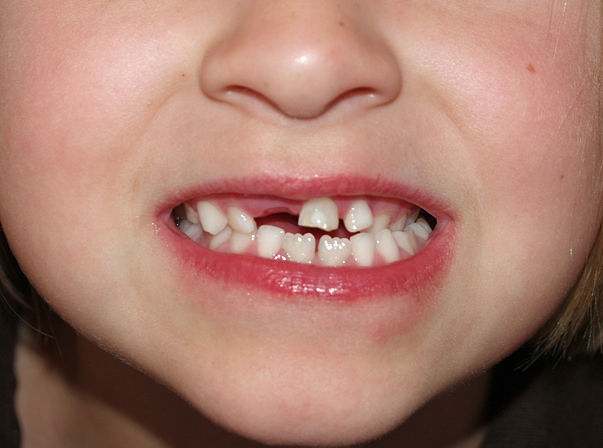
Wechselgebiss: Zahn 51 fehlt, Zähne 61 und 62 scheinen schon gelockert zu sein, die bleibenden Zähne 31 und 41 sind durchgebrochen. Nebenbefund: einseitiger Kreuzbiss links.

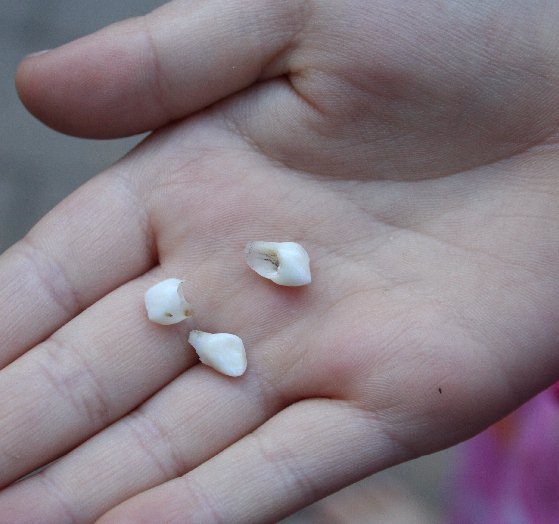
Entfernte Milchzähne. Die Zahnwurzeln sind stark resorbiert.

### Zähneknirschen
Im Zuge des natürlichen Schädelwachstums ist das kindliche (meist nächtliche) Zähneknirschen (Bruxismus) normal und sinnvoll, auch wenn es sich manchmal für Eltern bedrohlich anhört. Es trägt zum richtigen Kieferwachstum bei. Das Milchgebiss ist von Natur aus ein Abrasionsgebiss. Die Prävalenz wird bei Kindern mit 14–17 % angegeben. Ab dem Zahnwechsel sollen die Kinder allerdings damit aufhören. Für Bruxismus gibt es physische und psychische Ursachen wie beispielsweise Zahnfehlstellungen und Stress. Letzterer muss durch geeignete Entspannungsverfahren behandelt werden. Eine Entwöhnung vom Knirschen ist beim Erwachsenen häufig schwierig. Eine Knirscherschiene ist im Kindergebiss nicht angezeigt, da sie das Kieferwachstum behindern würde.

### Der erste bleibende Zahn
Der erste neue, bleibende Zahn ist normalerweise der erste Backenzahn. Er bricht etwa im sechsten Lebensjahr hinter dem letzten Milchbackenzahn durch, ohne dass zuvor ein Milchzahn herausfällt, und wird deshalb auch Sechsjahrmolar genannt.

### Ausfallen der Milchzähne beim Zahnwechsel

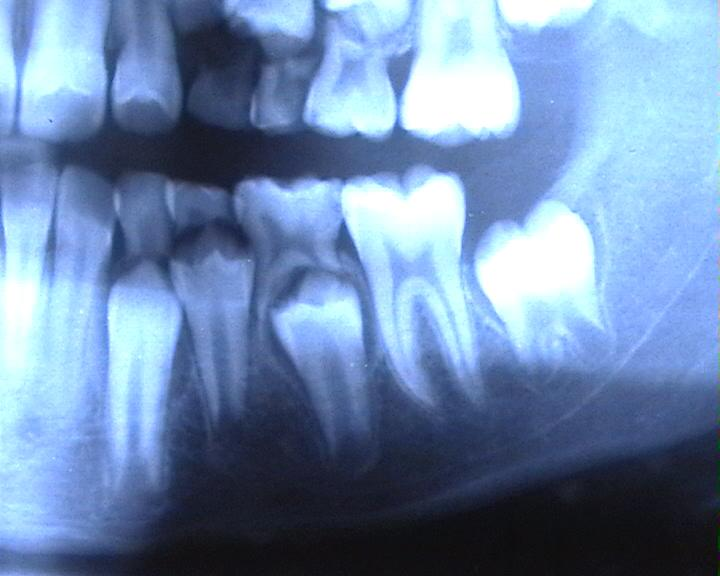
Wechselgebiss (Halbseitenröntgenaufnahme, links): Die Milchzähne sind im Seitenzahnbereich noch vorhanden, die Wurzeln aber bereits teilweise resorbiert. Nebenbefund: Ein Unterkiefer-Weisheitszahn ist nicht angelegt.

Erst nach dem Durchbruch der Sechsjahrmolaren werden die Milchzähne ersetzt. Zwischen dem sechsten und dem achten Lebensjahr verlieren die Kinder die mittleren Milch-Schneidezähne, dann die seitlichen. Zwischen dem 9. und dem 11. Lebensjahr werden die Eckzähne und die ersten Milchmahlzähne ersetzt, zuletzt im Alter von 12 Jahren die zweiten Milchmahlzähne. Anschließend bricht dann noch der zweite Backenzahn (7-er) durch. Weisheitszähne brechen in etwa ab dem 17. Lebensjahr durch – manchmal auch erst im fortgeschrittenen Erwachsenenalter.

### Vorzeitiger Milchzahnverlust
Neben den täglichen Aufgaben wie Essen und Sprechen haben die Milchzähne auch eine wichtige Platzhalterfunktion für die bleibenden Zähne. Daher sollten sie nicht vorzeitig verloren gehen, sondern müssen ebenso wie die bleibenden gepflegt und erhalten werden. Hierzu leisten die elterliche Anleitung zur Zahnpflege, die Individualprophylaxe und die Gruppenprophylaxe einen wertvollen Beitrag. Kariöse Defekte müssen mit Füllungen versorgt werden. Im Seitenzahnbereich ist bei vorzeitigem Milchzahnverlust – je nach Lebensalter – ein Lückenhalter angezeigt.

## Milchgebiss bei Tieren
Auch viele andere Säugetiere haben als Jungtiere ein Milchgebiss, so beispielsweise Hunde, Katzen und Fledermäuse, nicht aber Faultiere oder Delfine. Bei Meerschweinchenverwandten wird zwar ein Milchgebiss ausgeprägt, allerdings findet der Zahnwechsel bereits im Mutterleib statt; das Meerschweinchen, ein Nestflüchter, wird mit dem bleibenden Gebiss geboren.

## Nicht ausfallende Milchzähne
Bei Kindern und jungen Säugetieren kann es vorkommen, dass einzelne oder mehrere Milchzähne nicht von allein ausfallen und auch nicht zu einem Wackelzahn werden, der langsam weiter gelockert und herausgelöst werden kann. Solche persistierenden Milchzähne müssen rechtzeitig vom Zahnarzt bzw. vom Tierarzt oder Fachtierarzt für Tierzahnheilkunde untersucht und behandelt werden.

## Stammzellengewinnung aus dem Zahnmark der Milchzähne
Das Milchzahngebiss eignet sich als Quelle der Stammzellengewinnung. Die im Zahnmark befindlichen Zellen können extrahiert, mit einem speziellen Wachstumsmittel kultiviert und schließlich für medizinisch Zwecke konserviert werden. Die Stammzellen können in der Zahnmedizin für die Regeneration der dentalen Pulpa bei Erwachsenen eingesetzt werden. Mithilfe einer Verpflanzung von Stammzellen im Rahmen eines Tissue Engineerings können sich Teile der Wurzelkanäle wieder erneuern.